# The Young Veins
The Young Veins — рок-группа из Калифорнии, образовавшаяся в 2009 г. В ней участвуют Райан Росс и Джон Уолкер, игравшие в Panic! at the Disco, к ним присоединились басист Энди Соукал, барабанщик Ник Мюррей и клавишник Ник Уайт.

## История

### 2009-2010: Take a Vacation и перерыв
6 июля 2009 года Райан Росс и Джон Уолкер покинули Panic! at the Disco, сославшись на творческие разногласия в качестве причины своего ухода. 28 июля по каналу MTV было объявлено, что дуэт повторно дебютирует в качестве ретро-рок-группы под названием The Young Veins. С их первой песней "Change", выпущенной на их странице в Myspace в тот же день, что и первый сингл Panic! at the Disco без участников, "New Perspective". MTV приписало Young Veins "попытку украсть «гром» Panic!", на что барабанщик Panic! Спенсер Смит ответил: "Нет, я вовсе не был шокирован или взбешен. У нас было около трех недель, когда люди не знали, что происходит с группами, и в некотором роде приятно, что музыка была выпущена в одно и то же время". В октябре 2009 года Райан объявил о выходе первого альбома группы. Take a Vacation! был успешно записан, и они искали новый лейбл для публикации альбома, после истечения контракта Райана с Fueled by Ramen. В конце концов группа подписала контракт с One Haven Music, которая объявила, что альбом будет официально выпущен 8 июня 2010 года, а "Change" выйдет в качестве первого сингла 5 апреля.
Группа отыграла свое первое шоу 15 марта 2010 года в Echo в Лос-Анджелесе вместе с такими артистами, как Алекс Гринвальд, Z Berg, Дженни Льюис и Эдвард Шарп. В мае того же года было объявлено, что группа начнет свой первый тур 11 июня, дебютировав с Ником Мюрреем на барабанах, Энди Соукалом на басу и Ником Уайтом на клавишных.
10 декабря 2010 года гитарист Джон Уокер объявил через Twitter, что группа возьмет паузу "на некоторое время". Однако официальные аккаунты и веб-сайт группы позже были удалены.

### 2019–настоящее время
В 2019 году группа выпустила подарочное издание альбома Take a Vacation! онлайн.

## Музыкальный стиль
Биограф AllMusic Эндрю Лихи описал звучание группы как "винтажный поп/рок", на который оказали влияние The Cookies, The Kinks и The Cramps. Обозреватель AllMusic Марк Деминг рассматривает Take a Vacation! (2010) как вдохновленный "поп-роком эпохи раннего британского вторжения", в частности, перечисляя такие группы, как The Kinks, The Hollies и The Searchers.

## Блоги
Райан и Джон ведут личные блоги на Twitter, в которых они рассказывают о продвижении дел в группе, выкладывают совместные фотографии и общаются с фанатами.
C недавних пор появилась новость о присоединении к группе нового барабанщика Ника Мюррея и бас-гитариста Энди Соукла.

## Творчество

### Первый студийный альбом
Первый альбом вышел под названием «Take a Vacation!» в июне 2010 г. Критики сравнивают его звучание со стилем 1960-х: The Beatles, The Beach Boys, The Kinks, The Hollies, The Searchers.
Альбом был записан с фронтменом группы Phantom Planet Алексом Гринвальдом и продюсером Panic! at the Disco Робом Мэйтсом. Первая песня «Change» была опубликована в свободном доступе на сайте группы, и доступна в iTunes.

## Состав группы
- Джордж Райан Росс Третий (George Ryan Ross III) — лидер-гитара, вокал, автор песен
- Джонатан Джейкоб Уолкер (Jonathan Jacob Walker) — гитара